# Tipperary-Hill-Ampel

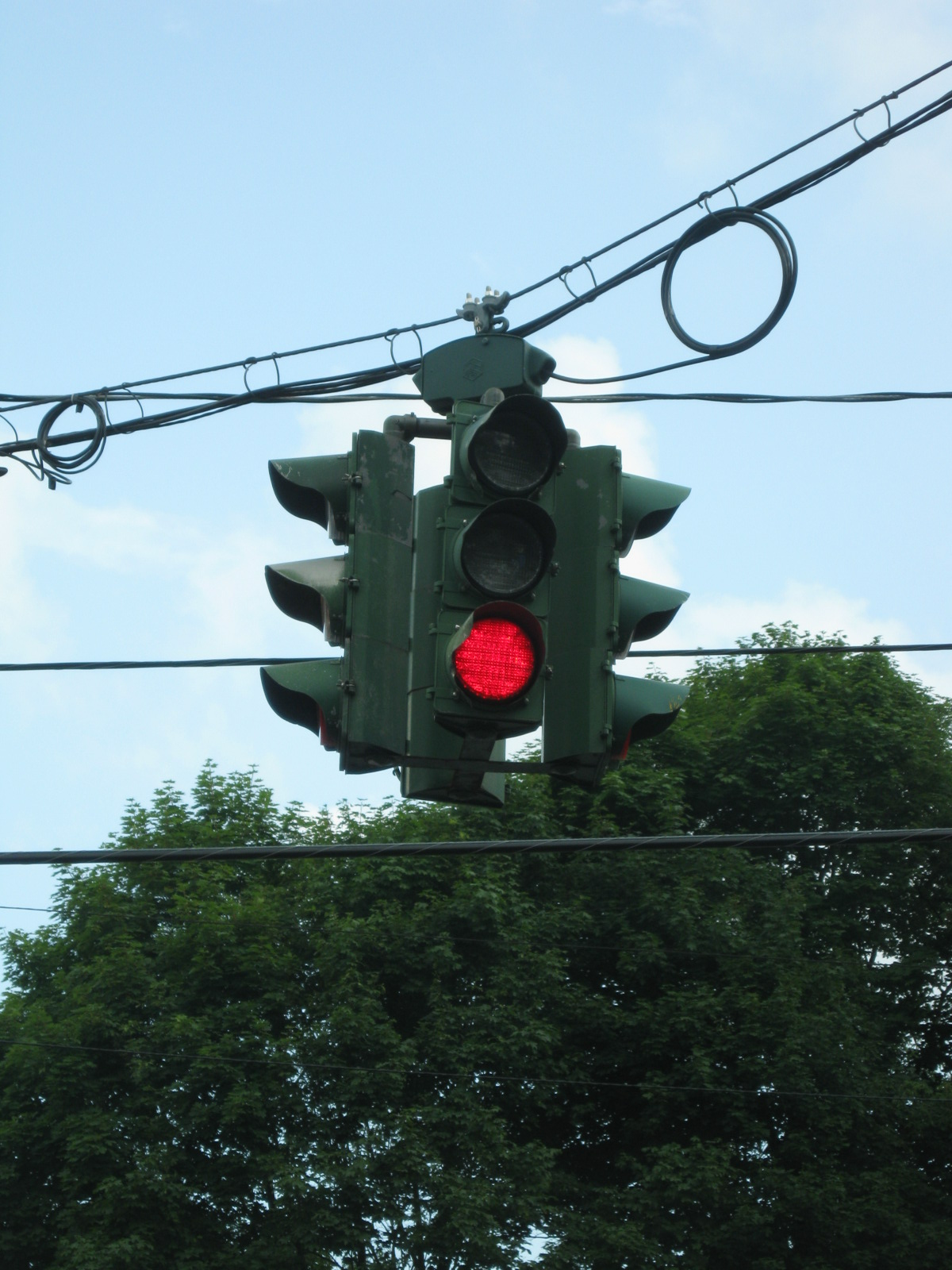
Die Tipperary-Hill-Ampel zeigt Rot

Die Tipperary-Hill-Ampel in Syracuse, New York, USA, dürfte die einzige Ampel sein, bei der oben das grüne und unten das rote Licht angebracht ist. Diese Anordnung hat ihren Ursprung in dem Umstand, dass besagte Ampel nach ihrer Installation im Jahre 1925 häufig Ziel von Vandalismus wurde, weil Anhänger der irischstämmigen Bevölkerung es als Diskriminierung empfanden, dass das grüne Licht unter dem roten Licht hing.
Erst als der Vorschlag gemacht wurde, die Reihenfolge der Lichter umzukehren, hörte der Vandalismus auf. 1928 wurde auf Bestreben des Staats New York die Reihenfolge der Lichter wieder in die normale Folge gebracht, doch kam es erneut zu Vandalismus an der Anlage, sodass die Reihenfolge der Signalleuchten wieder vertauscht wurde, was bis zum heutigen Tag blieb.

## Quelle
- Upside Down Traffic Signal. In: AtlasObscura.com. Abgerufen am 5. August 2015.

Koordinaten: 43° 2′ 47,57″ N, 76° 11′ 8,06″ W